# Orzala Ashraf Nemat
Orzala Ashraf Nemat est une chercheuse et activiste sociale afghane. 

## Biographie
Orzala Ashraf Nemat fonde le Women and Youth Leadership Centre en 2012. Orzala obtient son doctorat à la School of Oriental and African Studies de l'Université de Londres en droit et en Sciences politiques. Pendant le gouvernement taliban en Afghanistan, elle se met plusieurs fois en danger pour lancer un programme clandestin d'alphabétisation et de santé pour les femmes. Elle organise également des cours pour les réfugiés afghans dans les camps au Pakistan et en Afghanistan avec son organisation à but non-lucratif Assistance to the Women and Children of Afghanistan.
Elle publie des articles pour la BBC ou encore The Guardian de 2011 à 2013.
Elle est une représentante de l'association Afghanaid et est la récipiendaire d'une bourse mondiale.